# Guy Busick
Guy Busick es un guionista de cine y televisión estadounidense mejor conocido por sus colaboraciones con los directores Matt Bettinelli-Olpin y Tyler Gillett, incluidas Ready or Not (2019), Scream (2022), Scream VI (2023) y Abigail (2024).

## Carrera
En 2016, Busick comenzó su carrera como escritor redactando la historia de la película de suspenso Urge .  Hizo la transición a la televisión escribiendo episodios de Stan Against Evil y Castle Rock .   En 2019, inició su serie de colaboraciones con los directores Matt Bettinelli-Olpin y Tyler Gillett redactando el guion de la película de terror Ready or Not .  En 2020, continuó sus colaboraciones con Bettinelli-Olpin y Gillett con la próxima película de terror Reunion .  Al año siguiente, ganó notoriedad al escribir el guion de la película de slasher Scream .  En enero de 2022, fue contratado para escribir el guion de la próxima película de terror Final Destination: Bloodlines .   En febrero de 2022, escribió el guion de Scream VI, una secuela del resurgimiento de Scream slasher de 2022. 

## Filmografía
| Año     | Título                        | Notas                                                                                       |
| ------- | ----------------------------- | ------------------------------------------------------------------------------------------- |
| 2016    | Urge                          | Solo historia                                                                               |
| 2016-18 | Stan Against Evil             | Episodios: "Vida o muerte", "La maldición del hombre pony" y "Demonio que surgió del calor" |
| 2019    | Ready or Not                  | También actor; con R. Christopher Murphy                                                    |
| 2019    | Castle Rock                   | Episodios: "Restaurar la esperanza" y "La Palabra"                                          |
| 2022    | Scream                        | con James Vanderbilt                                                                        |
| 2023    | Scream VI                     | con James Vanderbilt                                                                        |
| 2024    | Abigail                       | con Stephen Shields                                                                         |
| 2025    | Final Destination: Bloodlines | Posproducción; con Lori Evans Taylor                                                        |
| 2026    | Scream 7                      |                                                                                             |

## Reconocimientos
Su trabajo en Ready or Not fue nominado a mejor guion en los Premios Fangoria Chainsaw 2020 .  Por su trabajo en Scream, fue nominado en la 47.ª edición de los premios Saturn a la mejor escritura . 